# 723佔領教育部行動
723佔領教育部行動是指在2015年7月23日晚間至7月24日凌晨，反對臺灣高中歷史課綱微調案的學生團體因為不滿馬英九政府的回應而突襲進佔中華民國教育部。事後共有卅三人遭到警方逮捕，其中包括三名記者，這次事件也是中華民國政府遷臺後首次教育部辦公室遭到佔領。

## 背景

### 課綱微調案
有關課程綱要之爭議起源2009年時原本由民主進步黨執政期間通過的「98課綱計畫」即將施行，然而馬英九政府在2008年上臺後，當時中華民國教育部部長鄭瑞城以內容有問題為由，擱置國文科和歷史科的課綱，並且組成專案小組予以編修。參與會議的歷史科專案小組召集人周樑楷以及會議成員林富士曾經發言抗議，但不獲得採納。而擔任歷史科專案小組成員的國立臺灣大學歷史學系教授周婉窈因為擔心臺灣歷史部分將會回到「88課綱」時作為中國地方史的地位，因此投書媒體並公開專案小組運作的情況，這使得課綱修訂事件因而獲得社會大眾注目。時任行政院院長吳敦義接受質詢時承諾，臺灣歷史部分依然單獨成冊，之後「101課綱」在2012年時正式公布並且施行。
2014年1月，教育部以進行「錯字勘誤、內容補正及符合憲法之檢核」為由組成十人檢核小組，針對高級中學國文科與社會科課綱進行微調作業。
然而在公布微調過後高級中學國文與社會領域的課綱，由於部分內容涉及史觀爭議而引起部分團體不滿。其中在這次臺灣高中歷史課綱微調案中歷史科成為最具爭議性的部分，總更動內容多達36%，其中又以臺灣歷史部分具有最大的爭議處。國立臺灣大學歷史學系教授周婉窈便統計相較於101課綱，臺灣歷史的內容異動部分超過60%，其中臺灣戰後時期更改比率更高達近140%。另外包含地理科、公民科與國文科也有不同程度的爭議，例如公民科部分僅概括性陳述臺灣白色恐怖時期歷史。對此周婉窈在Facebook個人頁面上指出這次歷史科課綱微調將會帶來中華文化霸權主義，並且造成歷史學嚴重退步等傷害。隨後教育部國民及學前教育署署長吳清山表示，教育部的政策是採取新舊教科書並行，針對新舊版本的差異將會委託教育部國民及學前教育署與學科中心編列為補充教材，並且給提供授課教師參考。

### 學生強烈抗議
不過在2015年7月22日，由反對104課綱微調的高級中學學生組成的北區反課綱高校聯盟發起行動，包圍了教育部，參與人數一度高達三百人，行動持續到深夜，並且有百餘人夜宿教育部門口。隔天早晨7時，教育部政務次長林思伶前往關心學生健康，但並未正面回應學生的撤銷黑箱課綱之訴求。與此同時，北區反課綱聯盟贊助的「反課綱環島計畫」也自教育部前出發，計畫前往各個地方政府教育局遞呈反課綱訴求，並且預定在8月16日回到教育部門口。
而在晚上6時30分，教育部在臺灣各地舉辦四場有關課綱微調案的座談會，但是與會官員仍不願意正視學生的訴求。其中抗議團體在國立臺灣師範大學附屬高級中學所舉辦的課綱微調座談會上舉牌並發表抗議意見，教育部國民及學前教育署署長吳清山僅表示可以與學生私下討論，或者由學生選出代表與教育部部長吳思華對談。這使得到了晚上11時，來自臺北市、桃園市、臺中市的高級中學學生團體不滿教育部舉辦的四場課綱微調校園座談會，認為教育部部長吳思華並未出席而給予具體回應，在座談會上也僅有教育部國民及學前教育署官員出席，決定號召在教育部前長期抗議的反黑箱課綱運動的成員決定升級行動，試圖發動佔領行動。
另外一方面，由於反課綱學生團體在教育部周邊連續多日示威抗議，警方為了防範示威人士進佔教育部內，而在周邊架起拒馬和鐵絲網。而臺灣臺北地方法院檢察署（北檢）雖然在晚間均有輪值檢察官處理事務，但是在事件發生當天晚上，北檢檢肅黑金專組的3名檢察官自下午起便在辦公室待命。

## 佔領

### 發動突襲

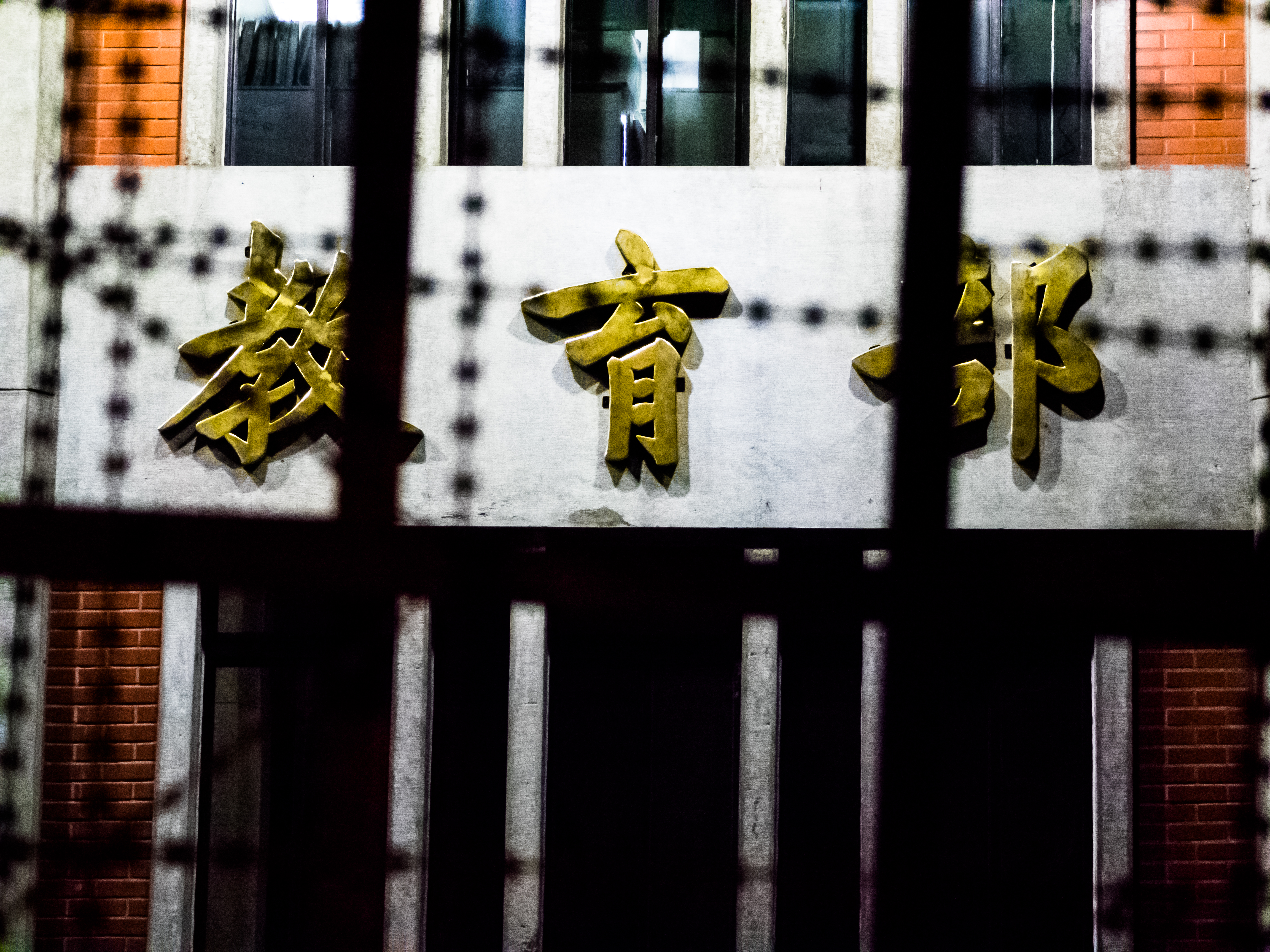
抗議學生和群眾試圖佔領的中華民國教育部。

到了晚上11時30分，五十餘名學生和民眾開始聚集至濟南路集結點並自行準備鐵梯，計畫從教育部外圍未架設鐵絲網的水泥圍牆處攀爬進入院區。而轄區警察到教育部濟南路側門並詢問現場民眾時，聲援民眾則先聲稱自己是「路過」。五分鐘後，數十名學生成功翻越教育部北側合作社屋頂進入中庭，另外亦有反黑箱課綱的學生直接攀牆並用厚布翻越側門的拒馬闖入前庭。隨後一部分學生與群眾自大門右邊側門強力推開闖入，並與教育部駐衛員警和趕來支援的轄區警察發生推擠；另一部分學生和群眾破壞通往南棟電動門強行闖入，進入教育部後則搬動服務台桌椅、盆栽和雜物堵住大廳大門、通往車棚的安全門以及通往二樓部長辦公室的安全門，企圖阻止警方進入。
學生隨後進一步突襲教育部建築物各個辦公室內部，在進駐教育部建築物一樓時再和部署在建築內的警察發生推擠，對此警方不斷以擴音器要求學生退後並且壓制或學生行動。不過仍然有廿名學生直接從右側樓梯進入位於二樓的教育部部長吳思華的辦公室，宣布正式佔領教育部部長辦公室。隨後廿多名在辦公室內部的學生將自己反鎖在部長辦公室內，並且使用網路線固定辦公室內的辦公椅、辦公桌和長櫃...等等物品搭建障礙物，之後佔領人士全部手扣手圍坐地上並大聲呼喊口號。其中佔領學生試圖阻攔警方以進行長時間佔領，藉此表達對於教育部不願退回103版本課綱的不滿。
而衝入部長辦公室的桃園高校聯盟中學生游騰傑便批評學生淋雨陳情抗議時，負責管理教育的教育部官員並未給予回應，迫使學生必須採取更激烈的手段表達心聲。在行動發動後不久，網際網路上快速流傳佔領部長辦公室的學生所拍攝的吳思華名牌照片，而黑色島國青年陣線的Facebook上則出示佔領部長辦公室內部狀況的照片。另外還有部分學生和群眾在二樓天井垂掛抗議布條呼喊口號，同時有三人從部長辦公室旁樓梯往上至頂樓並且用電氣箱擋住門口。衝入中華民國教育部前庭的四十多名聲援學生也以擴音器呼喊「退回洗腦課綱，捍衛教尊嚴」口號，在外圍的現場學生也高喊要求中華民國教育部部長出面，並且聲稱已經全面佔領部長辦公室。

### 逮捕學生

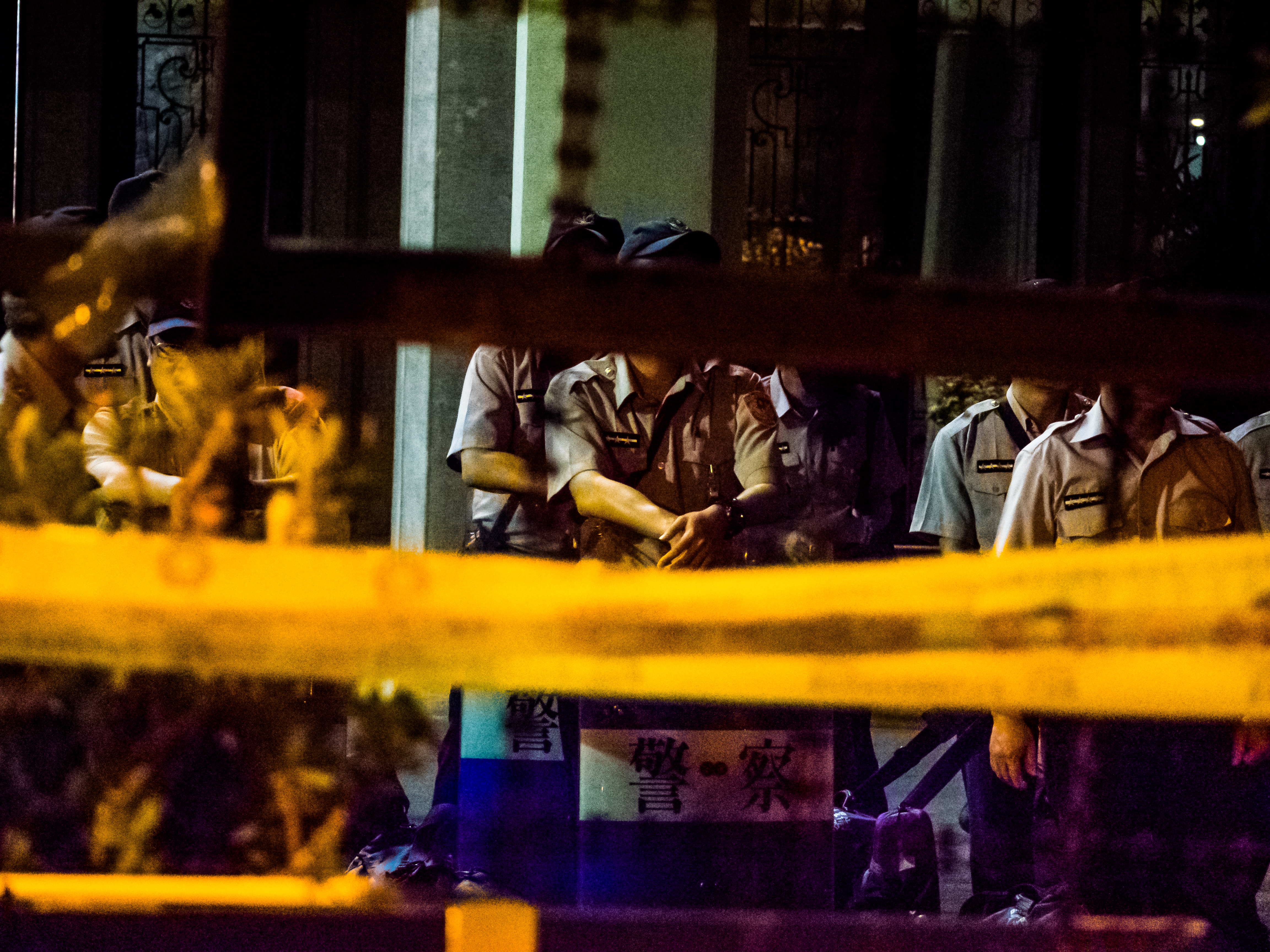
在教育部內駐守的警力。

不過在教育部人員於晚上11時38分立刻報警處理後，駐守在教育部的警方隨即動員並且以侵占公署現行犯的罪名，陸陸續續壓制中庭的學生而將其滯留在現場。不過當時事前部署在教育部內的警力雖然一度試圖奪回部長辦公室，但是因為人數差距而無法成功。其中闖入教育部建築內部的學生與警方對峙並且發生零星衝突，但是雙方並沒有發生嚴重的受傷情況。不久之後，作為轄區分局的臺北市政府警察局中正第一分局獲報後也立即派員前往現場錄影蒐證。
到了7月24日凌晨0時左右，為數不少的學生和民眾陸陸續續往教育部聚集聲援，因為逮捕行動而前來關心的人數也不斷增加。其中數十名學生先行包圍教育部位於濟南路的出入口，不過學生自行撤除原先供學生攀牆進入教育部的梯子。社會運動人士王奕凱也在Facebook上發表學生攻佔教育部的照片，表示原先在外頭的抗議學生已經衝入教育部。警方對於學生和群眾的聚集也立即提高警備，除了動員二百多名員警前往教育部外圍支援，並且擺開陣勢阻攔抗議學生與民眾再度進入。與此同時，警方還調動受過特勤訓練的台北市政府警察局刑事警察大隊中華民國特種警察以及完整裝備支援這次逮捕行動，但是此舉激怒在教育部外聲援的反課綱學生與民眾。
到了凌晨0時10分，巡查教育部二樓的警方攜帶圓盾和警棍攻入原本遭到反鎖的辦公室，並且用架抬的方式把攻進部長辦公室的學生逐一抬出，之後同樣以侵占公署現行犯罪名逮捕所有佔領部長辦公室的學生。對此佔領辦公室的學生則是一邊錄影、一邊呼籲警方不要推人，並且表示馬英九政府違法在先。之後儘管仍有許多抗議學生在教育部建築物內遊走，警方仍然陸陸續續逮捕、並將原先侵入教育部建築內部的學生送至一樓大廳坐在地上等候，依照法律對多名學生使用手銬和束帶予以逮捕並且限制人身自由。隨後警方注意到媒體拍攝學生被上束帶後，則將限制在一樓大廳的十名反課綱學生被帶往內部。另外現場採訪的《自由時報》記者廖振輝、苦勞網記者宋小海以及獨立前往採訪的前新頭殼記者林雨佑遭到逮捕，同時警方還驅離在教育部內部的記者。為了防止學生再次突襲，現場警方還沒收學生手機，這消息亦引起場外學生的不滿。

## 清場

### 雙方僵持
到了凌晨0時15分，一名意識清楚的高級中學二年級升三年級學生因為氣喘發作，緊急自教育部內抬出並且送往國立臺灣大學醫學院附設醫院救治。到了凌晨1時，參與抗議行動的學生在雙手被束帶控制後陸續被警方帶至教育部後方、靠近徐州路大門的中央聯合辦公大樓南棟，另外還有其中一部分學生則是在教育部中庭集中管理，不過這也讓學生與警方在教育部徐州路大門僵持。由於認為警方正設法將衝入教育部的學生以現行犯名義送往臺北市政府警察局中正第一分局，支持行動的學生分别聚集在中山北路、徐州路和濟南路並且堵塞道路。
很快地現場警力和抗議民眾立刻增加至數百名，其中徐州路上更聚集一百五十多名反課綱學生和民眾並且佔據1線車道；另外有中華緊急救護技術員協會和學生組成醫護隊為衝突受傷情況予以準備，並且準備擔架在濟南路側門待命。在圍牆外面抗議的民眾持續集結並呼喊口號聲援，要求解除束帶並且確認學生平安。與此同時，台灣北社社長張葉森前往現場關心示威狀況，表示因為吳思華部長遲遲不願面對學生的訴求，使得學生對此有著強烈不滿。台灣人權促進會律師涂予尹也到現場了解被捕學生情況，給予法律協助。另外媒體工作者勞動權益小組知道有三名記者在驅離時失蹤後，在多次向警方詢問三人去向和狀態時，都未獲得明確的說法。
不過警方也在濟南路側門內架設拒馬，並且部署警力增加至十十人左右。隨後警方表示，闖入部長辦公室的學生都已經被警方帶離，而包括部長辦公室在內的建築物內部已經沒有抗議學生佔領。凌晨1時40分，現場學生轉至教育部中山南路大門口前集結靜坐，並且用擴音器不斷向警方和教育部內呼喊口號，要求釋放遭到逮捕的學生和媒體記者。到了凌晨2時學生在徐州路上輪流用麥克風發言，現場則約有二百多名學生與群眾。其中北區反課綱高校聯盟發言人王品蓁強調儘管這次突襲行動造成學生遭到上銬逮捕，在課綱撤回前，還會有更多學生不斷抗議，同時王奕凱也前往現場聲援抗議的學生與民眾。

### 再度衝撞
與此同時，原先入侵教育部的學生在雙手被束帶約束下，所有成員陸陸續續被警方用小型警備車載離教育部，隨後作為侵占公署現行犯而送至臺北市政府警察局保安警察大隊偵訊。隨後反黑箱課綱學生在凌晨2時30分發布聲明，表示之所以會衝入教育部是因為官員不斷迴避學生訴求，並要求警方釋放學生、教育部部長吳思華下台以及撤回黑箱課綱。其中現場警方告訴場外聲援學生表示所有遭到逮捕的學生都已經被送到臺北市政府警察局與臺北市政府警察局保安警察大隊，但是由於所有車道都被學生堵住使得後者認為警方試圖調離包圍人群，這使得現場仍有數百多名學生和支持民眾仍不願離去。
不過儘管已經將逮捕的抗議學生陸陸續續送至臺北市政府警察局與臺北市政府警察局保安警察大隊偵訊，警方仍然在教育部內部署優勢警力，並且繼續安排特種警察待命。而在學生於教育部中山南路大門口外召開開記者會後不久，原本在大門口外持續發表意見聲援的學生因為懷疑還有學生被留在教育部內，而在凌晨2時50分突然全數往大門口衝撞。其中抗議學生企圖突破警方在入口前所組織的人牆，並且要求警方開門並且讓眾人進去教育部尋找學生。而現場聲援民眾也立即加入聲援，除了質疑警方動用違法的束帶拘捕學生之外，還要求臺北市政府警察局中正第一分局分局長張奇文出面處理。
現場五十餘名維安警力在與現場抗議群眾爆發激烈的推擠衝突後立刻吹哨制止，隨後在雙方嚴重推擠過程中有人倒地被遭到踐踏。警方人員立即勸告現場的抗議學生和民眾冷靜而不要衝動行事，對此學生則要求警方說明遭到逮捕的學生下落；而在溝通過程中王奕凱也出面呼籲抗議民眾冷靜行事。在雙方克制下衝突最後並未擴大。到了凌晨3時，臺北市政府警察局中正第一分局副分局長李權哲前往現場，並且手持麥克風跟學生與群眾說明，表示入侵教育部的學生已經被帶往臺北市政府警察局保安警察大隊，在教育部內已經沒有抗議學生佔領，但是對於不通知律師和學生父母，以及沒收媒體手機並限制自由等事項，則並未予以說明。

### 清場工作
在得知後反黑箱課綱學生衝進教育部、並且被警方逮捕後送至臺北市政府警察局保安警察大隊，台灣人權促進會律師涂予尹立刻前往現場協助，但隨後表示至少需要十名律師盡快前往臺北市政府警察局保安警察大隊協助學生。與此同時，警方在凌晨3時左右將遭到逮捕的學生的手機予以歸還，並且同意讓學生與趕到臺北市政府警察局保安警察大隊會議室的父母談話。不過大部分學生選擇拒絕夜間偵訊，要求在3月24日白天休息充分並且在律師陪同下才會應訊。另外一方面，學生在確定遭到逮捕的成員人身安全後仍然不願離去，並且表示要繼續留在教育部前靜坐。
到了凌晨4時10分，數千名臺北市政府警察局中正第一分局的警力開始於教育部前聚集，並且在中山南路和濟南路周邊使用蛇籠車架設蛇籠，準備針對中山南路上集結的抗議民眾展開驅離行動。到了凌晨4時16分在舉牌告知為非法集會後，由臺北市政府警察局中正第一分局分局長張奇文在四分鐘後帶隊展開清場。對此學生則表示並無意圖佔據道路，而即便遭到驅離仍然會回到教育部前人行道抗議；而王奕凱也在現場表示抗議目標是針對教育部，因此呼籲抗議民眾不要佔據慢車道並且不與警方對抗。不過儘管手持盾牌的警員在現場組織「L型」人牆展開驅離行動，王奕凱等人仍繼續帶領抗議群眾並且表示將在教育部附近散步。

## 後續

### 人群離散
抗議民眾之後一路從中山南路沿著濟南路，被驅趕至中國航運大樓樓下的便利超商處，之後約有近卅名民眾選擇繼續與警方對峙。到了清晨5時20分左右，現場持有不同意見的抗議民眾開始互相叫囂，警方則立刻介入勸阻。隨後王奕凱在與現場抗議民眾討論後決定先至他處休息，計畫在早上9時左右中心返回教育部陳情抗議。到了早上6時，在警方驅離下教育部附近已經恢復平靜，而抗議的民眾也在天亮過後陸陸續續離開現場，不過警方仍然持續在便利超商處戒備。
而在早上6時10分，教育部發出新聞稿呼籲學生以理性和平和方式表達有關課綱的意見，表示教育部仍將持續與學生溝通對話；同時在聲明稿中還指出群眾和學生侵入公署以及毀損公物等違法行為，已經嚴重危害社會安寧而感到遺憾，並且表示將會依法追究法律責任。而到了3月24日上午，仍有上百名警戒警力則是部署在教育部周遭待命，教育部員工亦必須出示工作證才得以進入，由於警力大量駐守使得部分路過民眾感到好奇並且駐足拍照。到了上午9時，則有身掛「民主戰士」牌子的民眾前往教育部大聲抗議，要求教育部部長吳思華下台負責，在現場罵了十五分鐘過後自行離去。

### 召開記者會
上午10時，包括反黑箱課綱行動聯盟、人本教育文教基金會和樹黨等反課綱高中生與公民團體、大學學者、高中教師等多人在教育部門口前召開記者會，聲援反課綱學生的行動並且對於逮捕事件予以回應。其中反課綱學生代表表示教育部面對課綱始終以合理、合法和合憲三點作為回應，對於其中的歷史爭議始終未予以交流，學生透過靜坐、公民論壇等和平手段都無法和教育部溝通，並且表示先宣稱要交流看法的座談會並未真正聽見學生意見。
另外包括國立臺灣大學歷史學系教授陳翠蓮和周婉窈、國立政治大學歷史學系教授金仕起和薛化元、台灣歷史學會理事劉熙照、中央研究院歷史語言研究所研究員祝平一、公民教師黃益中、歷史深耕教聯盟成員許全義、公民教師行動聯盟成員郭複齊、島國前進成員陳惠敏、台灣人權促進會成員許仁碩、人本教育基金會執行長馮喬蘭，以及台左維新、華人民主書院等多個團體聲援反課綱行動。其中人本教育文教基金會在記者會中表示支持學生面對無理事件時發起行動，並且要求：「立即釋放學生；部長出來面對；退回微調課綱、徹底解決爭議。」
上午11時，教育部隨後對於學生衝入教育部召開記者會，其中部長吳思華表示針對少數反課綱民眾和學生入侵公署、毀損公務的公然違法行為感到遺憾，並且認為這對社會做出錯誤示範；同時他表示在配合警方完成調查後，將對依法對抗議學生與群眾提出法律告訴。而吳思華在回答媒體提問時表示103微調課綱已經審議通過並且公告完成，出版社也已經完成教科書撰寫程序，這意味著微調課綱的實施程序已經完備，因此即便其身為教育部部長也無法改變。
到了下午臺北市議會民主進步黨黨團召開記者會，民主進步黨黨團總召吳思瑤表示逮捕記者是民主倒退的現象，而在先前太陽花學運也未發生逮捕一事。對此吳思瑤要求臺北市政府警察局和臺北市市長柯文哲道歉，要求臺北市政府在9月27日前針對警方執法過當和指揮程序提出完整的調查與檢討報告，並且表示民主進步黨會長期關注此事。

## 調查

### 拘捕審問
臺北市政府警察局中正第一分局表示基於中華民國刑法第306條無故侵入他人建築物罪和第354條毀損罪等條文，共有卅三名成員遭到警方逮捕，其中抗議群眾共有廿四名學生、三名記者和六名民眾。而在警方清場行動中許多新聞媒體亦遭到警方阻止採訪和驅離，而因為採訪需求而進駐教育部現場的《自由時報》記者廖振輝、苦勞網記者宋小海和新頭殼記者林雨佑等三人，在警方淨空行動中被警方拘捕，甚至沒收手機和攝影器材等。其中《自由時報》記者廖振輝接獲消息後趕往教育部現場支援採訪，但是傳出1張照片後即被警方帶走並且失去連絡，其中報社直到7月24日凌晨2時才得知遭到逮捕。
7月24日早上8時，北檢指派主任檢察官陳明進、檢察官陳舒怡帶領事務官、警方等人前往教育部勘查事證，教育部則由當晚駐守教育部的警衛與官員等人在大門還原闖入過程，隨後也前往遭到佔領的部長辦公室進行現場勘驗，約卅分後離開教育部。隨後，北檢亦派遣謝奇孟、蔡偉逸、江貞諭等3名檢察官前往臺北市政府警察局保安警察大隊偵訊，偵訊完畢依照侵入和毀損罪嫌移送至北檢。
在移至臺北市政府警察局保安警察大隊偵訊的過程中，一名女學生則因為缺水且血壓過低後表示身體不適後，隨即被緊急送至三軍總醫院松山分院治療。到了中午12時，有十位未成年學生移送少年法庭處理。其中少年法庭法官在開庭時準備數頁《中華民國憲法》法條來為學生講課，之後全數責付家長帶回。而遭到逮捕的記者以堅持採訪自由為由拒絕檢方以10,000元交保的決定，隨後北檢改為限制住居後無保釋放。此外仍然遭到拘捕的六名學生和十三名民眾，檢察官則諭令闖入教育部部長辦公室者以30,000元交保，其餘成員均是20,000元交保。
2015年8月10日，教育部對於卅三名學生、民眾撤回告訴（無故侵入他人建築物罪、毀損罪），至於涉及妨害公務罪的部分，臺北地檢署檢察官繼續偵辦。
2015年10月21日，臺北地檢署偵查終結，5名被告學生依妨害公務罪起訴，檢察官建請法院依刑法第74條之規定宣告緩刑，以啟自新。其餘17名被告學生、民眾因撤回告訴或罪嫌不足，予以不起訴處分。十一名少年涉案部分移送少年法庭處理。
2016年9月1日，臺北地方法院一審宣判，尹若宇共同施強暴，使人行無義務之事，處拘役四十日，如易科罰金，以新台幣1,000元折算一日。緩刑二年，緩刑期間付保護管束，並應向教育部提供一百廿小時之義務勞務。彭宬、蔡明穎共同施強暴，使人行無義務之事，處拘役卅日，如易科罰金，以新台幣1,000元折算一日。緩刑二年，緩刑期間付保護管束，並應向教育部提供一百廿小時之義務勞務。陳柏瑜共同對於公務員依法執行職務時，施強暴，處拘役卅日，如易科罰金，以新台幣1,000元折算一日。緩刑二年，緩刑期間付保護管束，並應向教育部提供一百廿小時之義務勞務。閻孝和對於公務員依法執行職務時，施強暴，免除其刑。全案仍可上訴。
2016年11月30日，臺北地檢署決定不提上訴，由於閻孝和、彭宬、尹若宇三人也未提上訴，因此閻孝和獲判免刑確定，另彭宬、尹若宇二人各獲判拘役三十日、四十日，均緩刑二年，二人得提供義務勞務一百廿小時確定。另外，陳柏瑜、蔡明穎二名學生，因自認無罪，已分別上訴台灣高等法院。
2017年6月27日，臺灣高等法院二審宣判，蔡明穎共同以強暴妨害人行使權利，處拘役卅日，如易科罰金，以新台幣1,000元折算一日。緩刑二年，緩刑期間付保護管束，並應向檢察官指定之政府機關、政府機構、行政法人、社區或其他符合公益目的之機構或團體，提供一百廿小時之義務勞務。陳柏瑜共同對於公務員依法執行職務時，施強暴，處拘役卅日，如易科罰金，以新台幣1,000元折算一日。緩刑二年，緩刑期間付保護管束，並應向檢察官指定之政府機關、政府機構、行政法人、社區或其他符合公益目的之機構或團體，提供一百廿小時之義務勞務。全案不得上訴，判刑確定。

### 程序認定
對於警方的逮捕行動，臺北市市長柯文哲指出由於民眾攻進教育部發生過於突然，警方因為是緊急狀態而未事先知會他便直接行動；由於此次案件是教育部報案，警方就依照現行犯逮捕並且交由檢方接手指揮。同時他也表示臺北市政府之後會加速標準作業程序的制定，並且避免發生前臺北市政府警察局中正第一分局分局長方仰寧因處理太陽花學運而遭到控告的情況發生。不過另外一方面，北檢表示教育部遭到抗議學生佔領事件是由警方主導驅離行動。
到了7月25日，臺北市市長柯文哲為轄下警察分局逮捕記者之事道歉，認定這次逮捕行動為非法逮捕。其中柯文哲表示這次是突發事件而沒有依照標準作業程序進行，未來會與內政部警政署協商後制定處理大型集會遊行的標準作業程序。同時柯文哲表示由於認為這次事件為受到兩極對抗而產生的政治案件，因此不會懲處臺北市政府警察局中正第一分局分局長張奇文，並且尤其先行將責任擋住。

## 影響

### 新聞自由
教育部主任秘書王俊權面對記者詢問，則回應表示：「3位記者承認翻越圍牆，到底是之前就翻，還是帶領學生翻閱，要看監視器釐清。」不過包擴台灣新聞記者協會、台北市攝影記者聯誼會和台灣新聞攝影研究會隨即發表共同聲明，強烈質疑警方目的在於阻擋記者紀錄真相和阻撓採訪工作，已經嚴重侵犯新聞自由。其中台灣新聞記者協會則表示在抗議現場第一時間就應當區分記者身分，若警方逮捕群眾時便不能對扛著攝影機的攝影記者有逮捕動作。而台灣新聞記者協會會長陳曉宜則將記者全部逮捕的行為是威權主義國家的作為，教育部作為教育單位卻嚴重侵犯記者採訪權，更大大違背國家的新聞自由價值。《自由時報》編輯部和工會對於記者廖振輝正當採訪新聞卻遭到警方逮捕一事，同樣針對限制新聞自由的做法發表聲明以向警方和教育部予以強烈抗議。
民間司法改革基金會執行長高榮志表示警方制止現場記者通常是基於不想讓粗暴執法的第一線消息遭到記者批露，而非記者有強暴脅迫的行為或者是立即性的危險。律師邱一峰則表示教育部無視輿論反對而強行推動黑箱微調課綱，而對採訪記者和學生提告則完全忽視媒體採訪權以及漠視新聞自由。前台北律師公會理事長黃瑞明律師指出保護記者是全世界的共識，警方隨意逮捕記者影響新聞自由和民眾知的權利，並且懷疑由於擔憂記者報導或拍到特殊畫面而予以留置。
另外樹黨則在Facebook上表示教育部不願與民眾正面對話，並且批評警方越權逮捕採訪記者而侵害新聞自由。綠黨也發表聲明強調民主、自由與人權的國家和政府必須保障言論自由，要求臺北市政府調查下令逮捕記者者並且負起相關責任。而社會民主黨則批評吳思華忘記自己的教育者角色，並嚴厲譴責警方任意逮捕記者而侵害新聞採訪自由、進而忽略人民有知的權利；同時要求臺北市市長長柯文哲不應該繼續以研議規則為由卸責，必須正視員警近期屢屢執法過當的問題。臺北市市長柯文哲在治安會報前表示臺北市政府警察局局長邱豐光向他承認沒有依照標準作業程序執勤，但是柯文哲柯隨後表示檢察官後續接掌指揮權而應由其負責行動，不過對此北檢則表示不便回應。

### 比例原則
對於教育部和警方動用公權力留置記者限制行動，並且送至臺北市政府警察局保安警察大隊盤查而不允許釋放，臺北市政府警察局中正第一分局表示由於教育部要提出毀損等告訴而不願釋放相關人士，所以進入教育部建築者均須接受調查。然而外界亦質疑該清場行動有諸多違背《中華民國憲法》內容，除了涉嫌逮捕記者而限制新聞採訪權益外，沒收學生、民眾以及記者的手機與攝影器材也涉嫌犯下強制罪。其中媒體工作者勞動權益小組則批評警方在這次行動中不但限制記者採訪，還要求記者不能使用手機和不准發稿，使得前往現場採訪的記者無法對外通訊，已經嚴重侵害新聞自由與人權。
律師柯林宏則表示記者事先向員警出示記者證並且表明正在採訪，張奇文仍然下令依照現行犯逮捕以及不讓記者對外聯繫，限制人身自由的做法已經觸犯濫行拘禁罪和強制罪。前國立臺灣海洋大學法律研究所所長陳荔彤則同樣主張可以向分局長提告「強制罪」與「濫行拘禁罪」，其中他表示根據《中華民國憲法》以及司法院大法官解釋憲法之結論，新聞自由受到《中華民國憲法》保障而記者具有採訪權，除非警方掌握記者煽動學生翻牆進入教育部的證據，否則不應當逮捕正在採訪中的記者。
曾經為太陽花學運和多項社會運動義務辯論的律師曾威凱表示「侵入公署」有擴大解釋中華民國刑法第306條無故侵入他人建築物罪嫌疑，條文原本針對個人住宅而需由建築物所有權人提告，而教育部藉由限制進入人員來恐嚇學生和媒體記者。而媒體人周玉蔻批評柯文哲用缺少標準作業程序的理由，支持逾越比例原則逮捕學生、而非法干涉新聞自由的臺北市政府警察局中正第一分局分局長張奇文。同時她還質疑教育部故意不嚴密防護而讓學生得以衝進部長辦公室內，進而得以進行意識型態的抹黑宣傳。

### 控告作為
對於教育部部長吳思華堅持對學生提告，時代力量發表四點聲明要求教育部立即撤回刑事告訴，立即釋放被捕學生與記者民眾；教育部立即撤回黑箱違法課綱，立法院則成立調查委員會；教育部部長吳思華立刻出面道歉並下台；總統馬英九立即公開回應並且予以道歉。民主進步黨發言人黃帝穎表示教育部強推黑箱課綱微調，明顯程序違法且實體不當，認為教育部先行違法而無立場控訴；同時教育部部長吳思華強硬推行違法課綱且無法與學生溝通，明顯不適任職位而應當下臺負責。同時黃帝穎表示警察粗暴逮捕學生和記者，侵害《中華民國憲法》保障人民的新聞自由與人身自由 。

### 課綱爭議
民主進步黨主席蔡英文在臺中市大里區參訪三能食品器具公司時，表示新課綱產出過程和內容中引發很大爭議，總統馬英九和教育部部長吳思華在先前不以正面態度面對和溝通課綱爭議，才會發生高級中學學生在夜間突襲狀況。蔡英文還強調政府必須以公開、透明且由專業人士主導的方式處理課綱爭議，若還是以政治心態來面對課綱問題，反而還會造成更大的社會爭議。
中央研究院研究員暨時代力量建黨工程隊總隊長黃國昌在Facebook上表示整個黑箱課綱爭議發展至此，總統馬英九與教育部部長吳思華應負最大責任；同時針對學生在教育部陳情抗議時遭到警方逮捕一事，黃國昌請求更多律師協助辯護以共同保護學生的法律權益。